# Баррьер, Жан-Батист де ла
Жан-Батист де ла Баррьер (29 апреля 1544, Сен-Сере (ныне департамент Ло —  25 апреля 1600, аббатство Сан-Бернардо-алле-Терме, Рим)  — французский католический религиозный деятель, основатель монашеского ордена фельянов. 

## Биография
Сын дворянина. В возрасте 19 лет получил цистерцианское Аббатство Фельян (Фейян; фр.) в Лангедоке  неподалёку от Тулузы в качестве своего рода бенефиция («en:In commendam»), то есть стал светским сеньором, имеющим право распоряжаться доходами монастыря без вмешательства в его внутреннюю жизнь и монастырский регламент. Де ла Баррьер был достаточно образованным дворянином, который, по некоторым данным, посещал лекции в Сорбонне, а также в университетах Тулузы и Бордо. В 1573 году он дал обет стать аббатом в «собственном» монастыре и реформировать его на новых началах.
Де ла Баррьеру потребовалось несколько лет на то, чтобы принять монашество, стать священником и наконец получить разрешение стать аббатом. В 1577 году он вернулся в «родной» Фельян, где местные монахи, не желавшие никаких реформ, встретили его довольно враждебно. Столкнувшись с упорством и благочестием нового настоятеля, большинство монахов перешли в другие монастыри, и он остался с четырьмя монахами.
Монашеская жизнь в Фейяне была реформирована на основе максимальной аскетичности. Весть об этом разнеслась по Франции и привлекла к монастырю большое количество верующих людей. В 1586 году реформа Фейяна получила первое одобрение папы Сикста V, а в следующем году в аббатстве насчитывалось уже почти 150 монахов.
Реформа де ла Баррьера вызвала конфликт между ним и аббатом Сито, важнейшего монастыря Цистерцианцев. Цистерцианцы были недовольны, что из их состава выделился, фактически, новый монашеский орден, стремительно обретающий популярность. К тому же, де ла Баррьер успел обзавестись влиятельными сторонниками, среди которых, по некоторым данным, были король Франции Генрих III и кардинал Роберт Беллармин.
Несмотря на их поддержку, в результате дальнейшего конфликта, де ла Баррьер должен был покинуть пост настоятеля и переселился в Рим, в цистерцианское аббатство Сан-Бернардо-алле-Терме. Однако, основанный им монашеский орден фельянов продолжил существовать вплоть до Великой французской революции.